# ЗМІ Мексики

## Газети
На місцевому рівні є багато газет. Деякі з них служать цілій державі, інші регіонам і містам. Однак у Мексиці не існує публічного та достовірного перепису чи довідника, в якому б перераховані характеристики місцевих та регіональних газет та друкованої галузі. Газети мають низьку читацьку аудиторію. Цифри свідчать про те, що в країні зі 120 мільйонами жителів застарілі газети не мають великої читацької бази. Більше того, це показує, що застарілі газети читає соціальна еліта, до складу якої входять політики, державні службовці, інвестори, науковці, студенти тощо.
Газети La Jornada, (лівоцентристська) повідомляють про тираж 69 752 (але наспарвді він є набагато більшим), правоцентристська Reforma - щоденний тираж — 132 262, тоді як El Universal — 130 307 примірників
Натомість масово орієнтовані таблоїди Nota Roja, такі як El Gráfico та La Prensa, мають майже вдвічі більше — 285 558 та 287 321 копії відповідно, але все ще нижчі, ніж у багатьох інших країнах з меншим населенням. Спортивні газети, такі як Record (тираж 225 800) та Ovaciones (тираж 158 611), також мають набагато більшу аудиторію, ніж орієнтовані на еліту газети.
Мексиканські видання піддаються тривалій залежності від уряду. Коли певний медіа-дім, або на національному, або на субнаціональному рівні, стає відверто критичним, або явно підтримує конкретну урядову фігуру або політичну партію, це може бути не завжди відповідно до суспільних інтересів або ідеологічної спорідненості. Залежно від стратегії управління медіа, іноді тон висвітлення на перших сторінках може бути використаний як тактика або для задоволення існуючого чи потенційного урядового спонсора. Ця модель бізнесу поступово вплинула на довіру до газет, які не є найбільш надійними джерелами інформації. Наприклад, в опитуванні 2017 року Параметрія задокументував, що 79 % респондентів не довіряють газетам, 19 % висловлюють помірну довіру до преси, і лише 2 % повідомили, що довіряють цим медіа-установам. Газети продовжують боротьбу за фінансове виживання, і нещодавні звільнення свідчать про кризу в цьому секторі.

## Радіо
У 2019 році в Мексиці було 1841 радіостанція, з них 1620 — на FM-частотах із 93 % покриття, а 221 — на частотах AM і 96 % охоплення. Покриття обох частот є майже універсальним для населення і перевершує будь-яку іншу інфраструктуру масового зв'язку в Мексиці. 69 відсотків усіх радіостанцій у Мексиці є комерційними і відносяться до приватних груп і холдингів, таких як Radiorama, Radio Centro, GTV, Grupo MVS, Grupo Fórmula, Grupo ACIR, NRM Comunicaciones та Multimedios. 70 % комерційного радіо транслюють музику та 12,3 % новин.
Згідно з опитуванням Федерального інституту телекомунікацій у 2018 році, 39 відсотків мексиканського населення повідомляли про регулярне прослуховування радіо, і з цього відсотка 71 % повідомили про прослуховування FM-частот. Відсоток людей, які слухають радіо в міській та сільській місцевості, в основному подібний: 40 % та 35 % відповідно. Приблизно п'ята частина (21 %) мексиканських дітей у віці від 7 до 12 років повідомила, що вони регулярно слухають радіо. Більше трьох чвертей (77 %) населення висловили перевагу прослуховуванню музики, 41 % — новини, 11 % — спортивні шоу, 6 % — культурні теми, а решта поділена на різні категорії.
З радіостанціями в Мексиці трохи краще, ніж із друкованими медіа. Радіо в Мексиці є засобом масової інформації з 98 % проникненням на національному рівні та більшим розмаїттям власників та програм, ніж на телебаченні. За моделлю, подібною до моделі радіо в США, мексиканське радіо за всю свою історію було в основному комерційним, але з сильною державною присутністю та зростанням кількості некомерційних радіостанцій у 2000-х та на початку 2010-х. Таким чином, хоча це не найпопулярніша медіасистема, радіоіндустрія все ще залишається актуальною як засіб поширення новин серед мексиканців.

## Телебачення
В Мексиці існує 885 телевізійних станцій, з яких 607 мають комерційний характер (69 %), 257 громадських (29 %) та 21 соціальний (2 %). Телепромисловість регулюється тим самим законопроєктом, що і радіопромисловість; таким чином, обидва мають однакові типи класифікації. Загалом ці станції транслюються через 376 телеканалів. У комерційному секторі існує сім національних телеканалів: Las estrellas та Canal 5, що належать Televisa, Azteca 1, Azteca 13, та a +, що належать TV Azteca та Imagen TV, що належить Grupo Imagen. Televisa все ще контролює 43 % ринку, TV Azteca 31 %, Imagen TV 21 % та інші дрібні гравці 5 відсотків, хоча ця концентрація значно відстає від 90 % частки аудиторії, яку колись мали основні мережі.
П'ятіркою найбільш популярних телеканалів у Мексиці є Las estrellas (Televisa) з 50 %, Azteca Uno (TV Azteca) 41 %, Canal Cinco (Televisa) 37 %, Azteca 7 (TV Azteca) 29 % та Imagen Television (Grupo Imagen) із 7 %. Це ж дослідження показує, що новинні випуски (44 %) — це найбільш перегляданий вміст, за яким слідують фільми (40 %), мильні опери (31 %), серіали (22 %) та спорт (24 %).
Варто зазначити, що хоча телеринок є досить різноманітним, проте декілька медаігруп контролює майже все телебачення країни. Нині колись потужна мексиканська телевізійна індустрія стикається з важливими змінами та втратами внаслідок юридичних факторів, зміни структури споживачів та подрібнення аудиторії внаслідок цифровізації та технологічних змін, а також інших екзогенних факторів.

## Цифрові медіа
Як і на інших медіа ринках по всьому світу, поява Інтернету обіцяла урізноманітнити та демократизувати медіасистему в Мексиці. Однак після майже двох десятиліть, відколи Інтернет став місцем для розвитку медіа, все виявилося інакше. Звіт Інституту Рейтер за 2019 рік про цифрові новини містить розділ, який описує мексиканський ландшафт цифрових медіа. Результати опитування показують, що провідні інтернет-медіа-бренди є частиною застарілих газет (наприклад, El Universal в Інтернеті , TV Azteca новини в Інтернеті Reforma в Інтернеті , El Financiero в Інтернеті), національних телевізійних та радіохолдингів (наприклад, TV Azteca в Інтернеті , Televisa новини в Інтернеті , Imagen новини в Інтернеті), а також глобальних медіа-компаній (наприклад, CNN.com , Yahoo! News).
В першій п'ятірці цього рейтингу є лише три національні цифрові медіа: 1) El Universal, від газети; 2) Aristegui Online, яким керує відома журналістка Кармен Арістегі; 3) TV Azteca новини в Інтернеті. Популярними також є UNO TV, що є телевізійним онлайн-каналом, який належить мільярдеру телекомунікацій Карлосу Сліму; та Animal Político, який є одним з провідних виробників журналістських розслідувань не лише в середовищі Інтернет-ЗМІ, а й у всій мексиканській системі засобів масової інформації. Багато з цих вебсайтів висвітлюють незареєстровані суспільні проблеми, які пропускають основні ЗМІ.
Хоча багато Інтернет-видань пов'язані з політизованими газетами, тут мають місце і незалежні нові медіа, яка висвітлюють важливу інформацію, яку не завжди публікують традиційні медіа, особливо якщо це пов'язано з наркокартелями.
Згідно зі звітом про 2019 Digital Media News, рівень використання Інтернету в Мексиці становить близько 65 відсотків, а Національний інститут статистики та географії Мексики повідомив, що з людей, які мають доступ до Інтернет — послуг, 76 % користуються платформами соціальних медіа.
Звіт про використання засобів масової інформації та пристроїв за 2019 рік, спонсорований Televisa, IAB та Kantar, показує, що 93 % мексиканських користувачів Інтернету використовують Facebook, 85 % — WhatsApp, 74 % — YouTube та 25 % — Twitter.

## Соціальні мережі
Щодо використання соціальних медіа для споживання новин, Звіт про цифрові новини за 2019 рік також пропонує цінну інформацію. До 91 % користувачів повідомили, що отримують інформацію з Інтернет-джерел, а особливо 73 % із соціальних мереж. 64 % и цих користувачів заявили, що ділилися новинами через соціальні мережі або електронною поштою, а 43 % коментували новини через соціальні мережі або вебсайт.
Нарешті, ми знаємо, що 67 % користувачів Інтернету повідомили, що вони використовують Facebook для отримання новин, 42 % — YouTube, 41 % — WhatsApp, 23 % — Twitter, 19 % — Facebook Messenger і 15 % — Instagram.
Соціальні мережі стали своєрідним оплотом вільної думки, збільшується кількість незалежних джерел, так само збільшується кількість користувачів Інтернету та соціальних мереж, які використовуються як надійні постачальники інформації. Як показують рейтинги, соціальні мережі не відстають від авторитетних Інтернет-видань, які є найпопулярнішим джерелом новин. Проте зважаючи на величезну кількість населення (близько 120 млн), багато мільйонів людей просто не мають доступу до Інтернету та відновідно соціальних мереж. https://medialandscapes.org/country/mexico [Архівовано 28 листопада 2020 у Wayback Machine.]

## Профспілки
Медіа-індустрія рідко забезпечує гарні умови праці, і нестабільність є типовою, особливо для журналістів. Однією з найважливіших профспілок є Національний синдикат редакторів преси, найближчий до національного союзу орган, який виконує функції національного представника Міжнародної федерації журналістів. Також існує Федерація мексиканських асоціацій журналістів (FEPARMEX), яка об'єднує журналістські асоціації в різних штатах країни. Існують і інші профспілки, які є членами відповідних працівників, наприклад, Промисловий союз робітників та художників телебачення і радіо в Мексиканській Республіці (SITATYR) або Союз робітників телерадіомовної та телекомунікаційної промисловості (STIRT). Зазвичай ці профспілки не виступають проти корпоративних інтересів, але приєднуються до більшості профспілок. Деякі окремі медіа-будинки також розміщують власні профспілки, як, наприклад, справа робітників у «Ла Джордана», ліва газета, створена в 1984 році, разом із «СІТРАЖОР». Інший приклад — Союз Мексиканського інституту радіо, одна з державних національних радіослужб у країні. Ще однією громадською спілкою є Союз робітників NOTIMEX, Державне агентство новин та головний директор Мексики.

## Інформаційні агентства
Одним із найстаріших інформаційних агентств у країні є Notimex, офіційне державне агентство новин, створене в 1968 році. Це децентралізоване державне агентство з технічною та управлінською автономією, яке обслуговує не лише місцеві та регіональні ЗМІ з широкого кола тематичних питань, а й країни Латинської Америки. Маючи розгалужену мережу кореспондентів по всьому світу, це одне з найбільших інформаційних агентств, яке обслуговує країни Латинської Америки з регіональним фокусом. За своїм стратегічним розташуванням Мексика також приймає регіональні штаб-квартири міжнародних інформаційних агентств, таких як EFE (іспанське), AFP (французьке), AP (американське) та Reuters (британське), або фінансове агентство новин Bloomberg (американське). Однак скорочення бюджету під час адміністрації Лопеса Обрадора, передбачувана корупція в профспілці та відкритий і ворожий антагонізм між керівником агентства та багатьма працівниками агентства, а також загальний страйк серйозно підірвали очікувані цілі агентства щодо надання громадських послуг. Тим не менше, його завжди критикували за те, що він виконує пропагандистські функції від імені правлячого уряду на федеральному рівні.
Мексика є популярною країною для інформаційних агентств та їх регіональних центрів. Міжнародні телефонні служби, які знаходяться в Мехіко, включають Associated Press, Reuters, AFP, EFE, Xinhua, ANSA та інші.
Спадкові газети також пропонують агентські послуги, такі як El Universal та Reforma, обидві розташовані в Мехіко, остання вважається найважливішою. Інші інформаційні агентства менш помітні і в основному обслуговують спеціалізованих передплатників. Серед них відзначають"Комунікацію та інформацію про жінку" (CIMAC), громадянську організацію, спрямовану на вироблення та розповсюдження інформації з гендерною перспективою. Мексиканське агентство спортивних новин також активно працює в країні. Infosel — це також фінансове агентство новин, яке пропонує платформу технологічних послуг та процедур. Щотижневий журнал Proceso також пропонує електронні послуги через своє агентство Apro та інші регіональні інформаційні агентства, такі як Agencia Fronteriza de Noticias пропонує передплатникам новини про прикордонні держави. Що стосується фотографічних послуг, одне з найбільш шанованих місцевих інформаційних агентств, яке надає зображення з соціального боку та спеціалізується на висвітленні соціальних питань. Агенція також пропонує навчання та наставництво щодо фотожурналістики та технічних засобів.

## Журналістська освіта
Згідно з даними Національної асоціації університетів та вищих навчальних закладів (ANUIES) за 2016—2017 роки, в Мексиці існує 391 вища школа, в яких пропонується диплом медіа і комунікацій та журналістики. Майже п'ята частина цих установ є членами Національної ради з питань викладання та досліджень комунікативних наук (CONEICC), громадської асоціації, яка займається вивченням комунікації. Членство в Раді не є обов'язковим, але дає уявлення про важливість та серйозність даної установи. Обсерваторія праці, державне агентство, розглядає різні сфери, що складають широку тему Комунікацій, і кваліфікуються як частина цього досвіду, такі як: комунікативні науки, організаційна комунікація, політична комунікація, ЗМІ, журналістика та фотожурналістика. Зі свого боку, ANUIES також включає наукові ступені в галузі іміджу громадськості, зв'язків з громадськістю, управління розвагами та соціальних комунікацій як частина більш широкої теми спілкування. За даними того ж закладу, кількість студентів у країні для цих програм спілкування у 2016—2017 навчальному році становила майже 69 108, з яких майже 60 % — жінки. Мехіко є федеральним утворенням з найбільшою кількістю установ, що пропонують ступінь комунікації або журналістики, з 40 установами, за ними йдуть штат Пуебла (36) і штат Мексика (31), що охоплює 48 % від загальної кількості. Ці три установи розташовані в центральній частині країни, виявляючи централізований характер медіа-індустрії. Залежно від навчальних закладів, ступені тривають три-п'ять років навчання, хоча найчастіше це ступінь чотири роки. Рівень випуску є низьким, оскільки лише 16 % студентів отримують остаточний сертифікат. Ібероамериканський університет в Мехіко — це перша установа в Мексиці, яка запропонувала ступінь з питань комунікацій з 1960 року.

## Професійний розвиток журналістів
За даними Обсерваторії праці (the Labor Observatory), кількість професійних працівників ЗМІ становить близько 194 784 осіб (це 28-а найбільш добре оплачувана професія на національному ринку праці). Гендерний розподіл працюючих професіоналів майже рівномірний: 51 % професійних працівників ЗМІ — чоловіки та 49 % жінки (за даними 2018 року). У центральній Мексиці є висока концентрація професійних працівників ЗМІ, оскільки половина випускників працюють у цій галузі. Близько 78,6 % робочої сили, що працює в галузі зв'язку, працює в приватному секторі та 21,4 % в державних організаціях, тоді як 78,2 % — підпорядковані службовці та лише 5,6 % роботодавців. Однак лише кожен четвертий насправді виконує завдання, тісно пов'язані зі ступенем комунікації. Що стосується варіантів аспірантури, у 2017—2018 роках було 35 програм, включаючи магістерські програми, докторські програми та спеціальності згідно з заними ANUIES. З них 25 — магістерські програми в якійсь галузі комунікації, дві — журналістика, одна — сценарій, чотири кандидати наук — комунікація та три спеціальності. Кожен третій з 664 аспірантів з комунікацій навчається у столиці Мексики. Ібероамериканський університет в Мехіко пропонує найдовшу аспірантуру в Мексиці — магістра в галузі комунікацій, розпочату в 1976 році. Однак у списку ANUEIS немає двох ключових установ, які пропонують орієнтовані на практику ступінь магістра з журналістики: Насправді магістерські програми з журналістики як такі набагато рідші, ніж аспірантури з комунікації, що свідчить про відсутність професійного та освітнього розвитку після аспірантури. Є й інші програми, які сприяють професійному розвитку та підготовці журналістів. Однією з таких програм є «Преса та демократія» (PRENDE), започаткована у 2004 році та організована Ібероамериканськи університетом в Мехіко з метою сприяння професіоналізації журналістів. Як єдиний у своєму роді в країні, PRENDE пропонує кожен семестр стипендії для журналістів для журналістів з короткої та середньої кар'єри з усієї країни для вивчення курсів, які вони бажають протягом семестру, а також додаткові безкоштовні семінари, бесіди та семінари. PRENDE має реєстр понад 250 стипендіатів за перші 15 років існування і спочатку фінансувався міжнародними донорами. Часто університети також проводять широкий спектр дипломних курсів, орієнтованих на журналістів, прикладами 2018 року є Диплом юстиції та права в UNAM, Диплом звітності про вибори в Ібероамерикнькому університеті або Диплом журналістських розслідувань в CIDE, а також в Universidad Autónoma Metropolitana через кафедру Гранадос Чапа, і так далі. В Університеті Гвадалахари працює Центр підготовки з цифрової журналістики — Інтернет-платформа, яка пропонує курси та дипломи. Ще однією можливістю професійного розвитку є Найт-центр журналістики в Америці в межах Остінського університету, штат Техас, який пропонує корисні онлайн-курси, семінари, бесіди та публікації, які відкриті для журналістів у Мексиці, особливо тих, хто знаходиться біля кордону. Інші міжнародні організації також пропонують можливості для розвитку та навчання журналістів у Мексиці, такі як Міжнародний центр журналістів. Однак навчання впродовж життя, навчання та професійний розвиток частіше проводяться через онлайн-семінари, короткі курси, практикуми та разові модулі по всій країні, організовані та фінансуються державними установами, міжнародними організаціями та донорами. журналістські колективи, такі як Periodistas de a Pie, або приватні організації, такі як Google Lab або Taller Arteluz, які пропонують широкий спектр курсів та семінарів для журналістів та комунікаторів. У некомерційному секторі НУО, такі як Social TIC, пропонують журналістам та соціальним активістам тренінги щодо даних, цифрових технологій та безпеки. Більше того, досвідчені фрілансери та ветерани-журналісти також часто пропонують короткі курси та семінари для навчання своїх однолітків у своїй галузі, починаючи від екологічної журналістики, закінчуючи чутливим висвітленням жертв насильства, до прав людини до розповідної журналістики.

## Медійне законодавство
Мексиканське законодавство про друковані ЗМІ застаріле. Газети і журнали теоретично все ще регулюються «Ley sobre delitos de imprenta» (Закон про пресу або Закон про публікації), який був виданий в 1917 році під час Мексиканської революції. Цей закон регулює питання, що стосуються володіння матеріальною інфраструктурою для друку газет, а також деякі елементи, що стосуються громадської думки і свободи слова. З тих пір закон майже не змінювався. Він застарів і ніхто не використовує його і не посилається на нього, коли мова йде про газети та друковані ЗМІ в цілому. Таким чином, діяльність друкованих ЗМІ в Мексиці регулюється загальними законами країни. Однак в 2015 році був прийнятий новий закон, який регулює положення шостої статті Конституції Мексики про право на відповідь. Закон встановлює процедури для забезпечення дотримання цього заходу.
До недавнього часу правовою базою, що підтримувала монополістичний і дуополістичний характер мексиканської телевізійної індустрії, був Федеральний закон про радіо і телебачення (Radio and Televisión Federal Act), який керував цією галуззю в другій пол. XX ст. і в першому десятилітті XXI ст. Він сконцентрував регулюючу владу галузі в особі Президента. Мексиканські президенти мали можливість вирішувати, хто може або не може володіти телевізійними каналами і радіостанціями і, отже, контролювати все, що може або не може транслюватися через ці медіа-системи. Таким чином, протягом більшої частини ХХ ст. системи телебачення та радіо були додатками мексиканських урядів.
Однак цей порядок речей, принаймні в правовому вимірі, змінився в 2014 році, коли законодавці схвалили поправки до Конституції і створили абсолютно новий закон, який регулює операторів мовлення і зв'язку. Законодавці внесли поправки в ст. 6-7 Конституції. Ці поправки передбачали надання права на свободу думки і її вільне вираження, а також право отримувати і виробляти інформацію. Крім того, Конституція передбачає, що всі мексиканці повинні мати загальний доступ до мовних і телекомунікаційних послуг. Але варто зазначити, що до сих пір, загальний доступ до телекомунікаційних послуг не забезпечений.
Крім того, в 2014 році законодавці скасували Федеральний закон про радіо і телебачення і замінили його Федеральним законом про радіомовлення і телекомунікації (Ley Federal de Radiodifusión y Telecomunicaciones). Він приніс нові правила, які повинні були змінити медіа-ландшафт за 4 основними елементами: по-перше, новий закон скасував повноваження президента вирішувати, хто може володіти системами мовлення і телекомунікацій, і створив Федеральний інститут телекомунікацій (Federal Telecommunications Institute), який зараз відповідає за регулювання цих галузей; по-друге, він обмежив економічну концентрацію, вказавши, що компанії та холдинги не можуть володіти більш ніж 50 % ринкової частки; по-третє, дозволив іноземним інвесторам брати участь в ринках мовлення і телекомунікацій; по-четверте, змінив таксономію (порядок) власності на ЗМІ, визнавши комерційні, громадські та соціальні види власності на ЗМІ. Ще рано оцінювати довгострокові наслідки цих реформ. Однак телерадіомовна та телекомунікаційна галузі практично не змінилися з 2014 року. Станом на 2018 рік в Мексиці не було законів, що регулюють онлайн-контент, і нова адміністрація, яка вступила на посаду в грудні 2018 року, не запропонувала жодної пропозиції або сигналу про зміни.
Одна велика правова зміна, яка безпосередньо вплинула на ЗМІ та журналістські розслідування, відбулася через кілька років після політичної демократизації 2000 року, коли був прийнятий Закон про прозорість та доступ до інформації. Закон зобов'язав державні органи і агентства, які фінансуються державою на федеральному рівні, забезпечувати структуру і фінансування, щоб гарантувати право на інформацію, що знаходиться в розпорядженні будь-якого органу влади, простим і своєчасним чином. Соціальна та політична активність у цьому питанні відіграла важливу роль у досягненні цієї довгоочікуваної конституційної реформи. В даний час, завдяки цьому закону, журналістика зазвичай ґрунтується на інформаційних запитах до місцевих інститутів прозорості та доступу до інформації. Державні органи також зобов'язані публікувати свої витрати на публічній платформі, в тому числі свої бюджети на комунікаційну діяльність.
У 2018 році був прийнятий новий Закон про соціальні комунікації (Ley General de Comunicación Social), щоб регулювати витрати на публічну рекламу в ЗМІ, встановлювати критерії, яким має відповідати зміст публічних комунікацій та урядових кампаній, а також регулювати урядові комунікації під час виборів. Він також встановив обов'язок для ЗМІ, які бажають мати право на отримання рекламних контрактів, зареєструватися в довіднику (який до сих пір не складався для електронних ЗМІ). Враховуючи клієнтоорієнтований характер відносин між ЗМІ і політикою протягом усього минулого століття, цей закон очікувався спостерігачами ЗМІ і активістами, які виступали за більш прозорі критерії для регулювання розподілу державних і офіційних рекламних контрактів і тим самим уникали політичної інструменталізації інформації. Однак, в законі майже не згадуються будь-які критерії для розподілу контрактів з точки зору соціальної значущості, якість або громадська служба відповідних цільових ЗМІ, а замість цього основана увага фокусується на адміністративних процедурах, яким повинні слідувати державні і урядові агентства та державні відділення при укладанні контрактів на рекламу.
Завдяки новому закону контракти дійсно можна було б більш ретельно контролювати в адміністративному та фінансовому плані, щоб не виходити за рамки бюджетних обмежень, встановлених виконавчою та законодавчою гілками влади, а також дозволяти порівнювати витрати між державними агентствами і обраними ними ЗМІ. Однак не може не турбувати те, що контракти як і раніше розподіляються на свій розсуд, з непрозорими критеріями, що визначають, які ЗМІ будуть обрані для отримання найбільших рекламних контрактів, а які залишаються осторонь. Таким чином, можна побачити, що в порівнянні з попередніми періодами в цьому відношенні не відбулося ніяких істотних змін. Адміністрація Андреса Мануеля Лопеса Обрадора нещодавно встановила кілька більш суворих критеріїв з точки зору охоплення цільової аудиторії і справедливості щодо тих ЗМІ, які відповідають цьому критерію, але як і раніше немає ніяких гарантій, що політична реклама не може бути використана в якості політичної зброї або що більш дрібні і незалежні видавництва можуть розглядатися.

## Системи підзвітності медіа
Історично склалося, що у відносинах між державними установами та медіа-системами переважало таке уявлення, при якому саморегулювання ЗМІ виступає в якості засобу, за допомогою якого власники ЗМІ, видавці та журналісти могли б нести відповідальність. Однак протягом більшої частини XX ст. федеральні і місцеві органи виконавчої влади мали право регулювати і змінювати діяльність ЗМІ. В наративі (оповіданні) про саморегулювання немає загального етичного або деонтологічного кодексу, якими керуються системи ЗМІ і журналісти, а також національні або місцеві організації власників ЗМІ, видавців або журналістів, які мали б чіткі цілі щодо саморегулювання.
Після правової реформи Конституції 2014 року і опублікування Федерального закону про радіомовлення та телекомунікації мовні компанії зобов'язані мати омбудсмена або громадського редактора. Омбудсмен повинен відповідати за підтримку зв'язку з телеканалом або радіостанцією, за отримання зауважень, критики і петицій від глядачів і слухачів, а також за посередництво між громадськістю та установою ЗМІ. Кожен телеканал і радіостанція мають право призначати громадського редактора і розробляти свій власний Кодекс етики. Варто зазначити, що до цих пір немає ніякої публічної інформації про те, скільки радіостанцій і телеканалів призначили омбудсмена.
Варто зазначити, що під час виборчих кампаній Національний виборчий інститут (Instituto Nacional Electoral) має право застосовувати санкції до ЗМІ, політичних партій і кандидатів, які не дотримуються виборчих законів і керівних принципів. Мексиканські закони забороняють мовникам комерціалізувати рекламу і редакційний матеріал під час виборів. Це означає, що політичні партії та кандидати не можуть купувати рекламу для радіо та телебачення, а також інтерв'ю або власний чи спонсорований контент. Національний виборчий інститут надає кожній політичній партії та кандидату певну кількість радіо і телевізійної реклами під час кампанії, яку ЗМІ повинні транслювати. Таким чином, якщо будь-які ЗМІ продають час для трансляції реклами або новин будь-якій політичній партії, кандидату або непрофесіоналу, Національний виборчий інститут має право застосувати санкції до них.

## Журналістська відповідальність
Журналісти традиційних ЗМІ, навіть міжнародного рівня, часто притягуються до відповідальності або іншими журналістами, або їх аудиторією за публікацію непідтвердженої інформації, спотворення або перебільшення фактів чи використання неправдивої інформації, що призводить до великих і довгоочікуваних дискусій про професійні стандарти. У країні з історією таємних змов між пресою і державою і в цілому низькою довірою до ЗМІ, як ніколи раніше, політично активна аудиторія є настороженою. Однак в умовах зростаючої поляризації політичного середовища може відбутися небезпечна радикалізація дискурсів у цифровій сфері, в якій чесні або передбачувані журналістські помилки чи непорозуміння можуть призвести до довгострокових кампаній агресії, ворожості, залякування або переслідування журналістів.

## Регулювання медіаринку
Вищезгадана конституційна реформа та публікація нового закону про регулювання мовлення та телекомунікацій в Мексиці включали створення Федерального інституту телекомунікацій (Instituto Federal de Telecomunicaciones), який став регулюючим органом для цих секторів. Інститут автономний, що означає, що він має власний бюджет і може регулювати ці сектори без втручання виконавчої влади. Основне завдання цієї установи полягає в здійсненні контролю і регулюванні в області використання послуг радіомовлення і телекомунікацій. Більш того, вона має на меті заохочення чесної конкуренції між компаніями, що надають ці послуги. Важливо відзначити, що цей інститут не регулює контент, дискурси або виступи в цифровій сфері. За п'ять років Інститут організував перехід від аналогічної телевізійної системи до цифрової, торги однієї національної телевізійної мережі і 32 регіональних каналів, а також торги по 145 новим радіостанціям. Національний інститут прозорості, доступу до інформації та захисту персональних даних (Instituto Nacional de Transparencia, Acceso a la Información y Protección de Datos Personales) є конституційним автономним органом, який гарантує дотримання двох прав громадян: перше — це доступ до публічної інформації в руках будь-якого органу або установи, що використовує державні кошти. Другий — це контроль за дотриманням правил, що регулюють захист персональних даних.

## Рівень свободи слова
Рейтинг RSF (Reporters Without Borders). «Репортери без кордонів» надають інформацію про ситуацію зі свободою ЗМІ у всьому світі. Це щомісячний світовий індекс свободи преси у 180 країнах. В 2020 році Мексика посідає 143 місце і це показує, що вона відноситься до країн з складною ситуацією (difficult situation). Варто додати, що в 2019 р. Мексика займала — 144 місце, а в 2013 р. — 153 місце. Тому можна говорити про поступове покращення ситуації, проте воно відбувається дуже повільно.
Мексика, хоча і не перебуває в стані війни, є однією з найбільш небезпечних країн світу для ЗМІ. Змова між офіційними особами та організованою злочинністю становить серйозну загрозу безпеці журналістів та завдає шкоди судовій системі на всіх рівнях. В результаті Мексика все глибше занурюється в спіраль насильства і безкарності і продовжує залишатися найнебезпечнішою країною Латинської Америки для репортерів. Журналістів, які висвітлюють гострі політичні сюжети або організовану злочинність, попереджають, загрожують і часто холоднокровно розстрілюють. Інших викрадають і ніколи більше не бачать, або вони тікають за кордон, щоб вижити. Андрес Мануель Лопес Обрадор, який оголосив боротьбу з корупцією своїм головним пріоритетом з моменту свого вступу на посаду президента в грудні 2018 року, не виділив достатньо ресурсів для боротьби з цією спіраллю насильства щодо журналістів. При цьому право власності на мовні ЗМІ надзвичайно сконцентровано: 2 медіа-групи, Televisa і TV-Azteca, володіють майже всіма телеканалами. Багато громадських мовних ЗМІ часто зазнають переслідувань за використання частот, на які їм не вдалося отримати ліцензії.
Рейтинг Freedom House (міжнародна правозахисна неурядова організація, яка фінансується урядом США, що займається підтримкою та дослідженням стану демократії, політичних свобод і дотримання основних прав людини). Мексика набрала 62 бали із 100 в рейтингу глобального рівня свободи слова. В порівнянні з минулими роками можна побачити негативну тенденцію, адже в 2019 р. цей показник становив — 63, а в 2017 р. — 65. Щодо рейтингу свободи в Інтернеті, тут позиції є досить близькими до попереднього рейтингу. Можна побачити, що в цьому плані Мексика має дуже незначні, але успіхи, адже дивлячись на минулорічний показник можна побачити, що країна піднялась на 1 позицію (+1 бал) — 2019 р. — 60, 2020 р. — 61.
Індекс миру. У 2020 році вийшло 14-те видання Глобального індексу миру (Global Peace Index), який класифікує 163 незалежні держави та території відповідно до рівня мирності. Розроблений Інститутом економіки та миру GPI є провідним світовим показником глобального миру. На жаль, Мексика знаходиться на досить низькій позиції — 137 місце з 163, зрозуміло що це обумовлено високим рівнем організованої злочинності, корупції, порушенням прав людини та безкарністю. За останній рік Мексика продемонструвала погіршення цього показника, адже в 2019 р. займала 134 місце.
Покриття інтернетом. У 2019 р. Національний інститут статистики та географії Мексики повідомив, що 56,4 % мексиканських будинків мають інтернет-послуги. За даними Федерального інституту телекомунікацій (Instituto Federal de Telecomunicaciones — IFT), послуги широкосмугового зв'язку мають 42 % мексиканських будинків, що становить менше половини населення. Національний інститут статистики та географії також повідомив, що 70 % населення вважаються користувачами Інтернету.
В Мексиці нараховують 9 операторів мобільної мережі (America Móvil, AT & T Mexico, Axtel, Fish Mexico, Megacable Group, Grupo Televisa, Telecomunicaciones indígenas comunitarias, Telefónica і Totalplay) і 8 операторів мобільної віртуальної мережі (May Tiempo, Maxcom, Qbo Cel, Teligentia, Virgin Mobile Latin America, Weex, Flash Mobile і Megatel).
Хоча існує багато компаній, що надають телекомунікаційні послуги, на ринку переважає 3 великі компанії: 1) America Móvil — на неї припадає 64 % ринку підписки на мобільні телефони і 71 % ринку мобільного широкосмугового зв'язку. Цей холдинг належить Caro Group Карлоса Сліма і складається з Telmex, Telcel and Teléfonos del Noroeste або Telnor. 2) Telefónica — 23 % ринку підписки на мобільні телефони і 14 % ринку мобільного широкосмугового зв'язку. Telefónica — іспанський багатонаціональний постачальник послуг широкосмугових і телекомунікаційних послуг, що володіє двома компаніями в Мексиці: Grupo de Telecomunicaciones Mexicanas і Movistar. 3) AT&T Mexico — концентрує 10 % ринку підписки на мобільні телефони і 12 % ринку мобільного широкосмугового зв'язку. AT&T — публічна американська транснаціональна компанія, що надає широкосмугові та телекомунікаційні послуги. У Мексиці їй належать компанії Unefon, Iusacell і Nextel.
Доречно зазначити, що 2 з 3 найбільших телекомунікаційних провайдерів в Мексиці — іноземні компанії. Ці іноземні інвестиції є результатом конституційних і правових реформ, які дозволили компаніям, що не є мексиканськими інвестувати в телекомунікаційний сектор, що було заборонено протягом ХХ ст.
Наведені вище дані говорять про те, що Мексика — країна, яка далека від досягнення загального доступу до Інтернету. Існує безліч елементів, що структурують цей нерівномірний розподіл комунікативних ресурсів. За даними IFT, у людей з високим доходом на 40 % більше шансів стати постійними користувачами Інтернету, ніж у решти населення. Крім того, географічне розташування також визначає доступ в Інтернет. У той час як в північних штатах у населення більше шансів на зв'язок, в південних штатах шанси зменшуються.